# Синиченко, Мария Михайловна

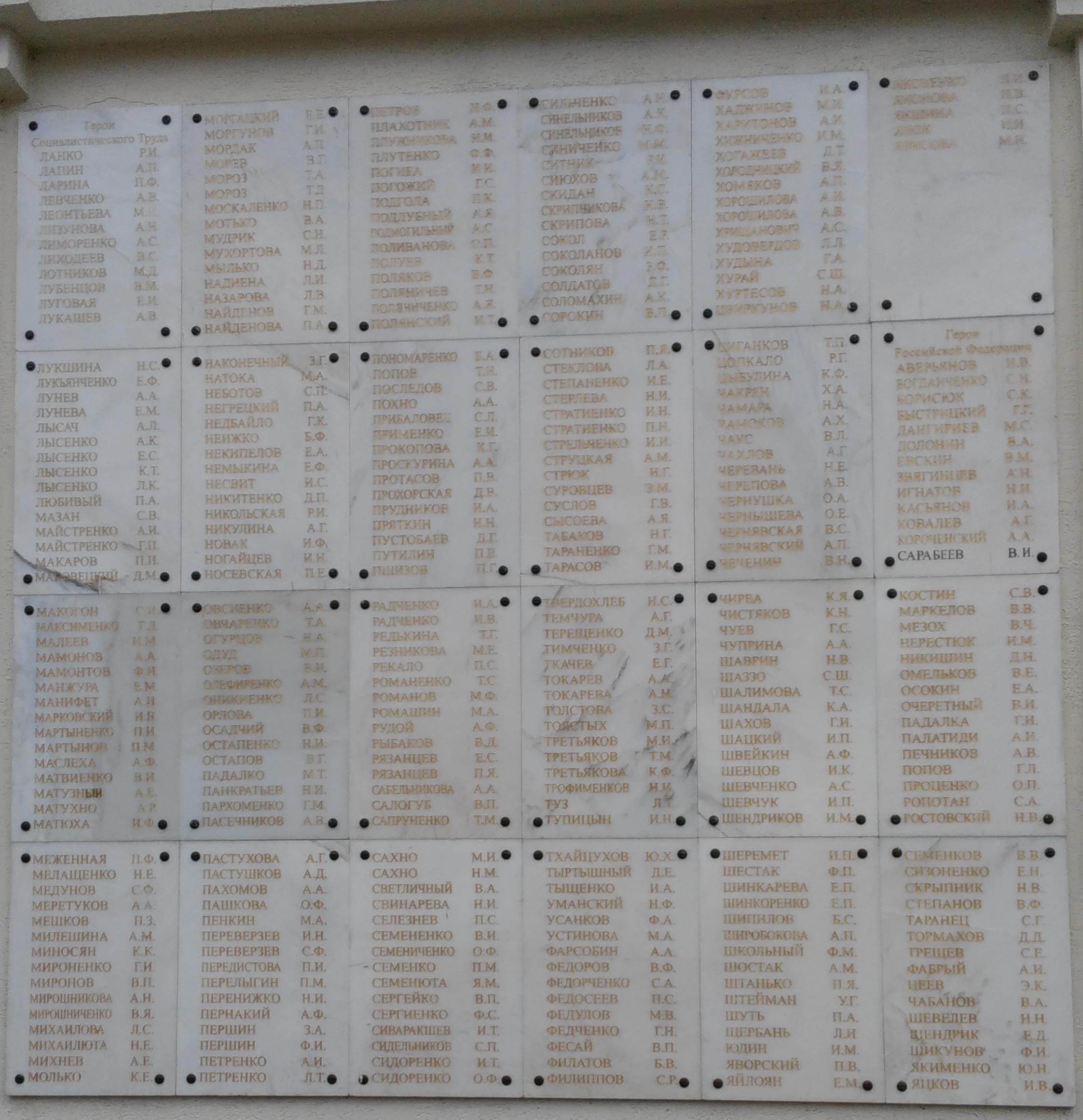
Мемориальная доска с именами Героев Социалистического Труда Кубани и Адыгеи. Краснодар

Мария Михайловна Синиченко (1912—?) — звеньевая семеноводческого совхоза «Кубань» Министерства совхозов СССР, Гулькевичский район Краснодарского края. Герой Социалистического Труда (06.04.1948).

## Биография
Родилась в 1912 году в ауле Хакуринохабль, ныне Республика Адыгея.
Работала в совхозе «Кубань» Гулькевичского района, позже возглавила полеводческое звено по выращиванию зерновых.
В засушливом 1946 году её звено вырастило на закреплённых участках урожай озимой пшеницы по 22,1 центнера с гектара, 19 марта 1947 года была награждена орденом Ленина.
По итогам работы в 1947 году её звено получило урожай пшеницы 34,16 центнеров с гектара на площади 8 гектаров.
Указом Президиума Верховного Совета СССР от 6 апреля 1948 года за получение высоких урожаев пшеницы при выполнении совхозами плана сдачи государству сельскохозяйственных продуктов в 1947 году и обеспеченности семенами всех культур в размере полной потребности для весеннего сева 1948 года звеньевой семеноводческого совхоза «Кубань» Синиченко Марии Михайловне присвоено звание Героя Социалистического Труда с вручением ордена Ленина и золотой медали «Серп и Молот».
Этим же указом Президиума Верховного Совета СССР большая группа работников совхоза, за получение высоких урожаев, была награждена орденами и медалями. Директор семеноводческого совхоза «Кубань» Прудников, Иван Александрович, получивший урожай пшеницы 31,3 центнера с гектара на площади 374,5 гектара, и ещё одиннадцать человек удостоены почётного звания Героя Социалистического труда.
Мария Михайловна была неоднократной участницей ВСХВ и ВДНХ, и в последующие годы её звено добивалось высоких показателей в социалистическом соревновании продолжало получать отличные урожаи.
Дата смерти неизвестна.

## Награды
- Медаль «Серп и Молот» (06.04.1948);
- Орден Ленина (19.3.1947).
- Орден Ленина (06.04.1948).
- Медаль «За трудовую доблесть»
- Медаль «В ознаменование 100-летия со дня рождения Владимира Ильича Ленина» (6 апреля 1970)
- Медаль «Ветеран труда»
- медалями ВСХВ и ВДНХ

- и другими
- Отмечена грамотами и дипломами.

## Память
- На могиле установлен надгробный памятник.
- Имя Героя золотыми буквами вписано на мемориальной доске в Краснодаре.
- В 2012 году открыта «Аллея Славы» у дворца культуры посёлка Кубань с портретом Героя совхоза.